# Vackstanäsgymnasiet
Vackstanäsgymnasiet är en gymnasieskola med riksintag belägen utanför Södertälje. Skolan drivs av en stiftelse vars styrelse utses av Fredrika Bremerförbundet och Hushållningssällskapet. 
Skolan grundades 1912. I början av 1900-talet hade Ester Alde från Södertälje anställts som sällskapsdam hos Signe Broms på Fågelsångens gård. Tillsammans kom de båda kvinnorna att starta en aftonkurs på lördagarna för unga kvinnor i Tveta socken, för att lära dem syslöjd. Signe Broms ville utveckla verksamheten och lät uppföra en stuga om tre rum och kök där hon bedrev lanthållsundervisning under veckorna. Signe Broms undervisade i syslöjd medan Ester Alde var den som organiserade skolundervisningen. Eleverna var inackorderade medan kurserna pågick. Signe Broms ville dock utöka verksamheten, och insåg att Fågelsången var för litet för behovet, och köpte 1912 gården Vackstanäs för skolans behov. Hon avled dock i augusti samma år, utan att ha fått sett planerna förverkligade. I sitt testamente donerade hon sina tillgångar till att få igång skolan. Hennes make Otto Broms sköt till ytterligare kapital för att planerna skulle förverkligas. Ester Alde, som förordnats till föreståndarinna, anställde sina båda systrar Gulvi och Eva som anlände till Vackstanäs 1913. Byggnaderna vid Vackstanäs var dock gamla och dåligt underhållna, och många byggnader saknades. 1915 stod skolbyggnaden klar, och en första provutbildning med tre elever genomfördes. I april 1915 avled Otto Broms och i sitt testamente erhöll skolan ytterligare betydande medel och avskrivning på de fordringar han hade på den, vilket ytterligare stärkte skolans ekonomi, och kunde fortsätta utbyggnaden. 1916 hade man inga kurser på grund av den omfattande byggverksamheten, men 1917 startade en första elevkull om 13 elever. Trots de stora summor skolan erhållit drabbades den dock snart av ekonomiska problem. Sedan man från 1921 erhållit statsbidrag, samt medel från Landsting och Huhållningssällskap förbättrades ekonomin. Från början var Vackstanässkolan ett helinackorderingsställe. Kommunikationerna var dåliga och man fick ta sig med häst och vagn till Tvetabergs järnvägsstation, nio kilometer bort. 1923 inköptes en begagnad T-Ford som underlättade verksamheten betydligt.1935 uppföres en ny huvudbyggnad på Vackstanäs, vilken fick namnet "Nygård". 1941 infördes hemsysterundervisning vid skolan. Ester Alde lämnade posen som rektor 1945 och efterträddes av Mäta Sidén. Under hennes tid lättades en del av de äldre rutinerna upp.
Skolan har det estetiska programmet med inriktning textil design eller bild och form, barn- och fritidsprogrammet med inriktning fritid och hälsa, restaurang och livsmedelsprogrammet med inriktning kock eller bagare/konditor, naturbruksprogrammet med inriktning trädgård eller naturguide, samt anpassat gymnasium i två inriktningar. Skolan har också ett internat med plats för 70 elever.